# 艾兹克劳克莱站
艾兹克劳克莱站是里加-陶格夫匹尔斯铁路线上的一个火车站，车站建于1919年，附近的居民点是艾兹克劳克莱镇。